# Violí de botzina

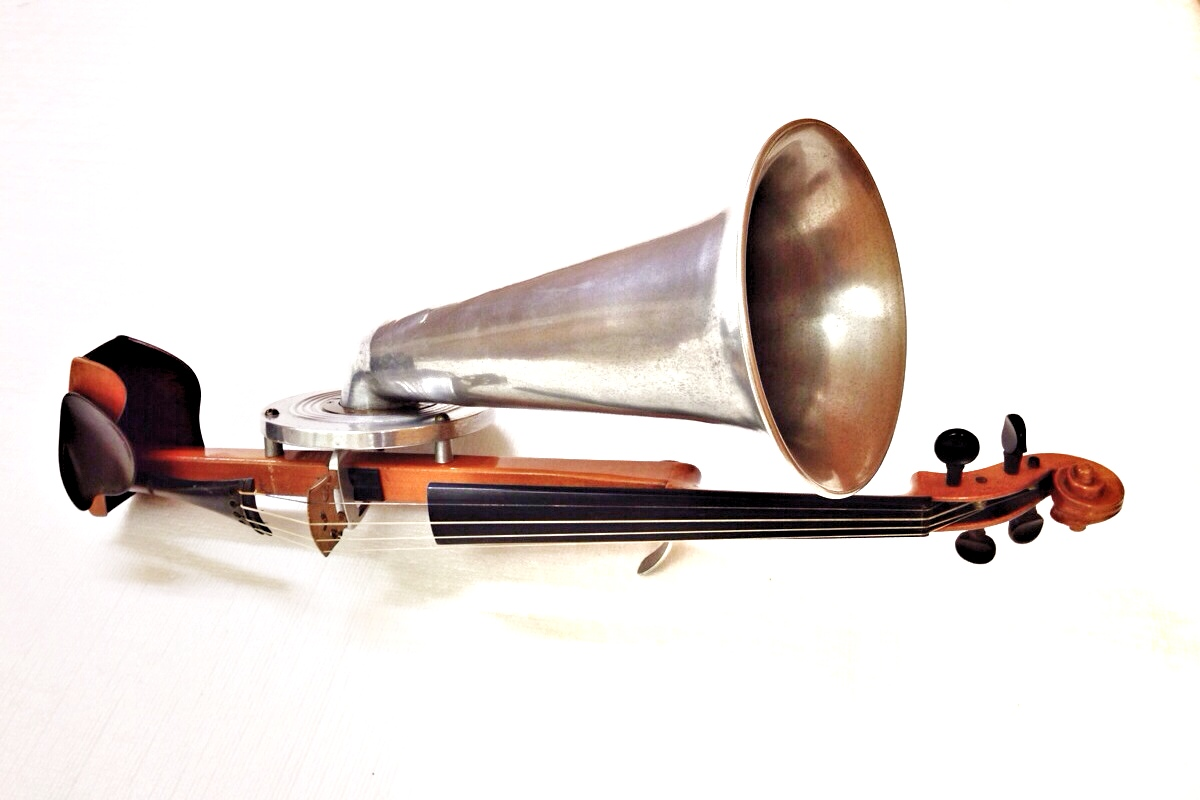
Violí de botzina, MDMB 1120, Museu de la Música de Barcelona

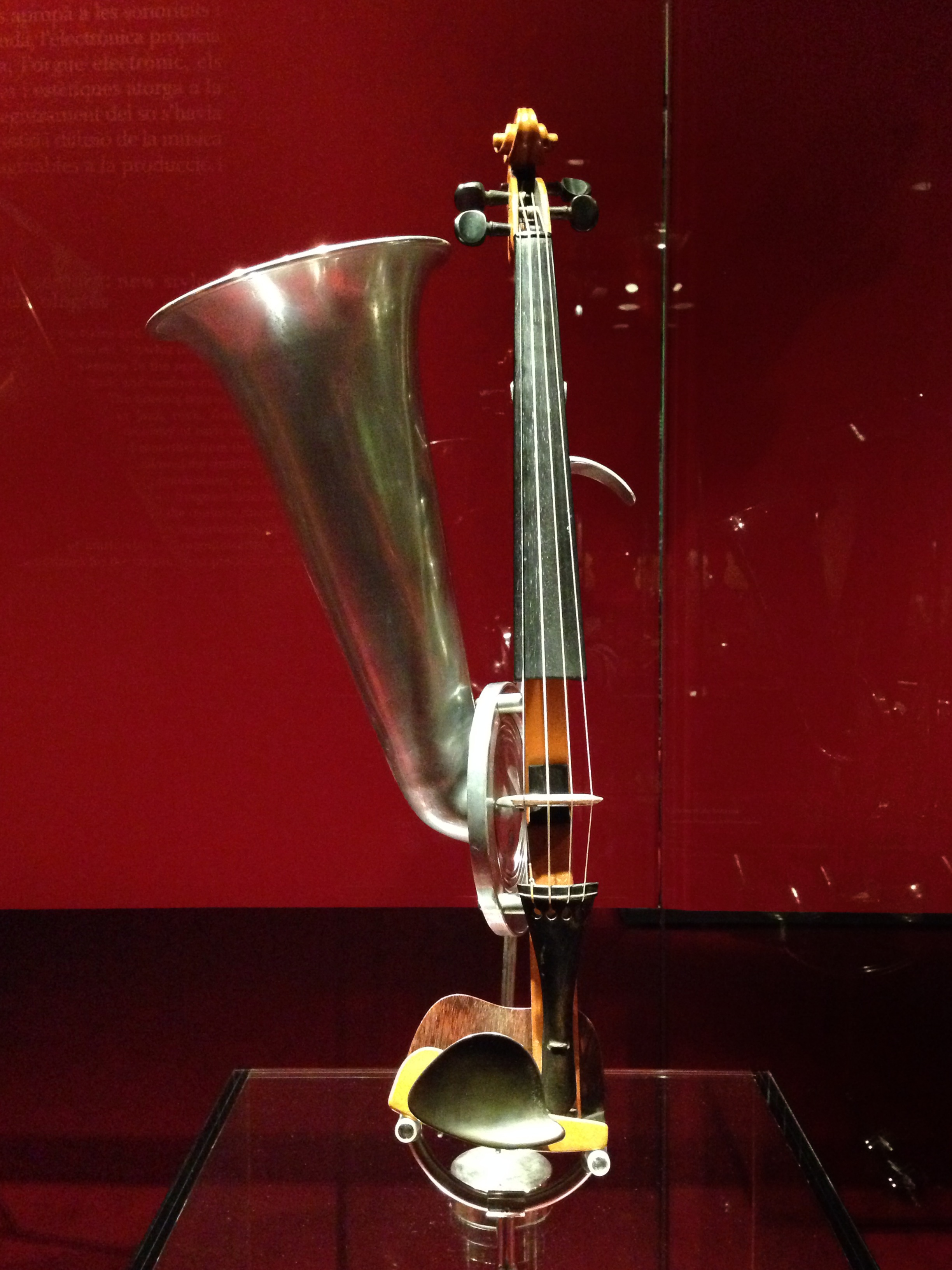
Violí de botzina, MDMB 1120, Museu de la Música de Barcelona

Un violí de botzina és un tipus de violí desenvolupat per a fer els primers enregistraments sonors. Fou ideat per John Matthias Augustus Stroh (Frankfurt, 1828 - Londres 1914). Va ser fabricat a Londres pel seu fill Charles Stroh entre els anys 1901 i 1924, i més tard per George Evans fins a l'any 1942. Augustus s'establí a Gran Bretanya l'any 1851 i treballà com a enginyer i inventor en els camps de la telegrafia elèctrica i l'acústica. Fou l'assistent de Charles Wheatstone des de mitjans de 1850 fins a fins a l'any 1875. A partir de l'any 1878 es dedicà a experimentar amb els enregistraments gramofònics.
Fins a l'arribada dels primers enregistraments elèctrics, cap a l'any 1920, el so dels artistes havia de ser dirigit a una sola campana gran, que no captava de manera suficient el so d'un violí de fusta ni la direcció correcta, cosa que va empènyer Stroh a crear aquest invent que imitava la campana d'amplificació dels gramòfons.

## Descripció
El cos d'un violí de botzina consisteix en una peça llarga de fusta, la superfície de la qual serveix de diapasó, i una membrana flexible a la que se li ha adjuntant una campana de metall, muntada a un costat del pont. Els models de concert compten amb una segona campana més petita dirigida al músic. El to, sorprenentment, no és metàl·lic. Moltes violes, violoncels, contrabaixos, guitarres i mandolines s'han basat en aquest principi de la producció del so dels violins de botzina.
Aquests violins van ser molt emprats en les orquestres de ball fins a la Segona Guerra Mundial. Entre els anys 1900 i 1949 aparagueren més patents de "violins amb campana" als Estats Units. Les còpies dels "stroh" es fabriquen a Myanmar, i instruments similars són fets per a tocar la música de ball a Transsilvània, basats en el model alemany de violí dels anys 1920. L'any 1973, Franz-Ernst Peschke va construir instruments similars per a Kagel, l'any 1898, en els que les campanes de trompeta, trombó, fiscorn i sousafó eren incorporades al cos de violí, viola, violoncel i contrabaix, respectivament.

## Ús
Alguns músics com Tom Waits, Carla Kihlstedt, Thomas Newman, Bat for Lashes, Eric Gorfain o Shakira els han utilitzat justament pel seu so distintiu, així com altres grups musicals l'usen per a experimentar.
Ell violí de botzina s'utilitza en la música tradicional de la regió de Bihor (Romania). Alguns dels músics famosos per l'ús d'aquest tipus de violí són Gheorghe Rada, Florica Bradu, Florica Ungur, Florica Duma, Leontin Ciucur, Cornel Borza, Vasile Iova, Maria Haiduc, Viorica Flintasu i grups de renom com Crisana o Rapsozii Zarandului. El 1920 a Buenos Aires, Julio de Car, un famós director d'orquestra de tango i violinista, el va emprar a les seves actuacions en viu, anomenant-lo violí-corneta.